# Algot Tergel
Algot Tergel, född 8 augusti 1906  i Kyrkhults församling, Blekinge län, död 12 oktober 1996 i Sigtuna församling, Stockholms län, var en svensk präst, lärare  och författare.
Tergel avlade folkskollärarexamen i Lund 1927, blev ordinarie folkskollärare i Lister-Mjällby 1928 samt verkade i Skåne-Tranås från 1929 till 1938. Efter studentexamen 1934 och nya studier blev han teologie kandidat 1938, prästvigdes i Lund samma år och tjänstgjorde därefter i Lövestad och Simrishamn. Han blev skol- och seminariesekreterare i Svenska kyrkans diakonistyrelse i Stockholm 1942, var kyrkoadjunkt i Brännkyrka församling i samma stad 1949–1951 och direktor vid Lekmannaskolan i Sigtuna 1951–1971.
Tergel hörde till de svenskkyrkliga som deltog vid bildandet av Kristen Demokratisk Samling (KDS) 1964. Han var ledamot i Sigtunastiftelsens styrelse, ordförande i Kyrkobröderna samt i Svenska Franciskussällskapet och reseledare till Nordiska ekumeniska institutet i Assisi.
Algot Tergel var son till småbrukaren Sven Bengtsson och Sissa Jönsson. Han gifte sig 1931 med Hanna Månsson (1902–2004), de fick barnen Alf, Gertrud, Birgitta och Gunilla. Makarna vilar på Sigtuna kyrkogård.